# Gambusia clarkhubbsi
Gambusia clarkhubbsi es un pez de la familia de los pecílidos en el orden de los ciprinodontiformes.

## Morfología
Los machos pueden alcanzar los 5,8 cm de longitud total.

## Distribución geográfica
Se encuentran en Norteamérica: Texas (Estados Unidos).